# Убийство Жана Бесстрашного

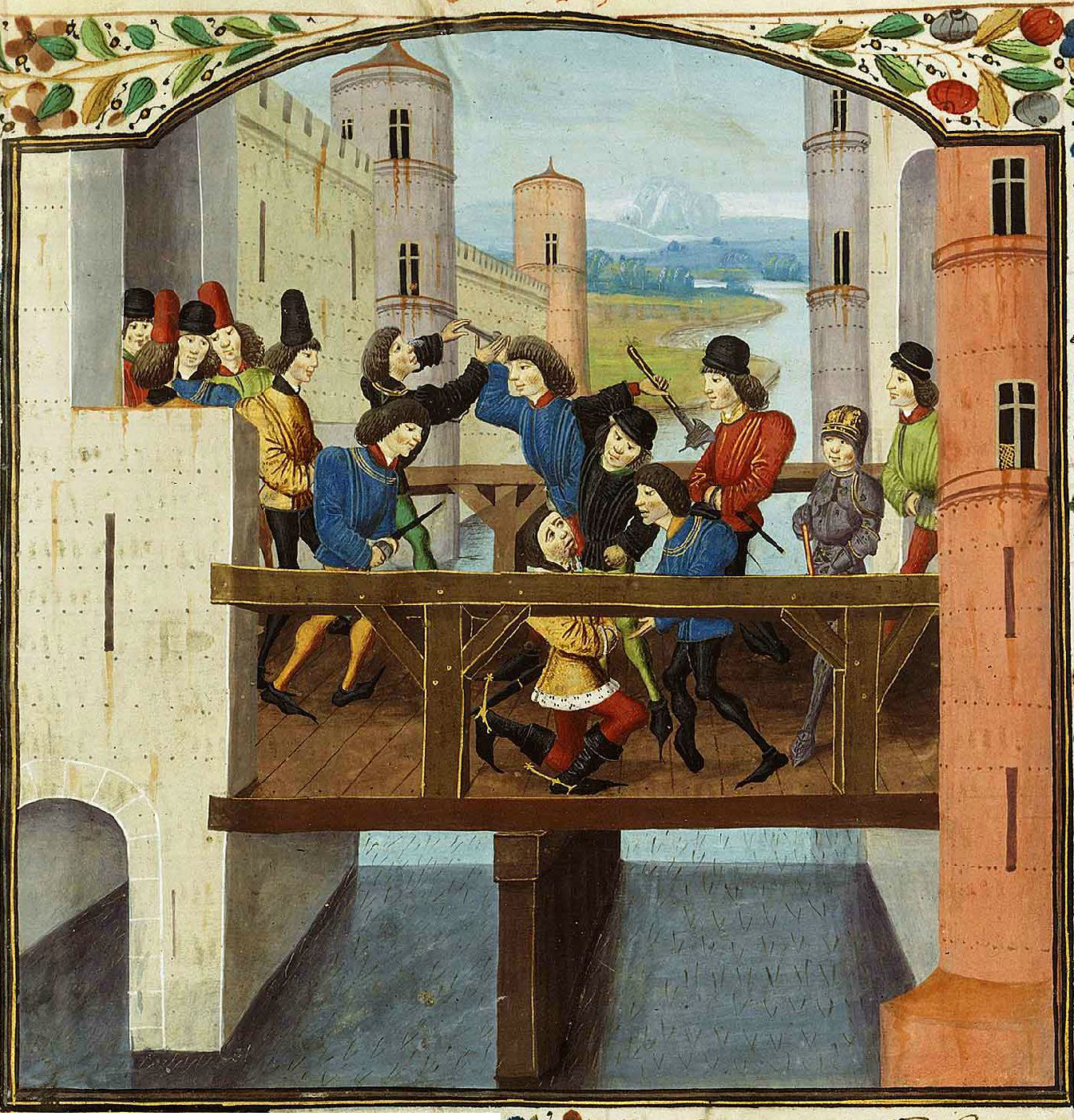
Убийство Жана Бестрашного на мосту Монтро. Иллюстрация из Хроники Монстреле (Национальная библиотека Франции)

Уби́йство Жа́на Бесстра́шного — событие, произошедшее 10 сентября 1419 года во время беседы Жана с дофином Карлом на мосту Монтро. Оно стало ответом на совершённое за 12 лет до этого убийство Людовика Орлеанского, свершившееся по заказу Жана Бесстрашного. Бургундские хронисты называли советников дофина организаторами убийства, спланировавшими акцию на заседании Ложа справедливости накануне. Тем не менее в Аррасском договоре от 21 сентября 1435 года советники как организаторы убийства напрямую указаны не были.

## Предпосылки
Убийство Жана Бесстрашного произошло во времена Столетней войны. На тот момент во Франции противоборствовали две крупные политические фракции: арманьяки и бургиньоны, соперничавшие за власть в рамках регентского совета, возглавляемого королевой Изабеллой Баварской. Лидер арманьяков Людовик Орлеанский обладал преимуществом в этой борьбе, став с 1402 года постоянным спутником королевы (и любовником, по мнению некоторых историков). Жан Бесстрашный, почувствовав, что теряет власть, приказал убить Людовика Орлеанского в Париже в 1407 году. Это событие привело к гражданской войне между арманьяками и бургиньонами.
Когда англичане вторглись в Нормандию, Жан Бесстрашный проводил осторожную политику, потому что его владения в Исторических Нидерландах напрямую зависели от поставок английской шерсти. Он ограничился отправкой небольшого количества войск для борьбы с ними. Жан Бесстрашный получал прибыль от войны, так как к тому времени сумел взять власть в Париже при поддержке части дворянства и ремесленничества. Однако, поскольку англичане разгромили французов в битве при Азенкуре в 1415 году, Франция находилась в военно-политическом кризисе и нуждалась в срочном прекращении гражданской войны между арманьяками и бургиньонами.

## Убийство
10 сентября 1419 года армии арманьяков и бургиньонов прибыли около 15 часов на оба берега Йонны по обе стороны моста Монтеро. Жану сообщили о возможном покушении, его свита усилила наблюдение. Так же поступила свита Карла. Посередине моста плотники возвели ограждение с дверями по бокам. Они условились, что когда соперники прибудут в сопровождении давших присягу десяти человек, то во время их беседы ворота с двух сторон будут закрыты. В 17 часов герцог Бургундский выдвинулся к мосту. Когда советники дофина, в том числе врач Жан де Месси, известный как Жан Кадар, увидели приближающегося герцога Жана, они подошли к нему и сказали: «Приходите, монсеньор, он ждёт». Жестом рыцарь Танги III дю Шатель пригласил дофина войти в шлюз, предназначенный для встречи двух кузенов, и сопроводил туда герцога. Последний, успокоившись, воскликнул: «Вот кому я доверяю». Вооружённый мечом Жан прибыл на место встречи у моста в сопровождении эскорта из десяти вооружённых людей, к которым неожиданно присоединился одиннадцатый человек в лице секретаря герцога.
Герцог почтительно преклонил колени перед дофином, который упрекнул его в том, что Жан сохранил свой нейтралитет. Карл заявил, что подозревает герцога в союзе с англичанами, несмотря на конвенцию Понсо. Жан ответил, «что он сделал то, что должен был». Тон повысился, согласно историку Огюста Валле де Виривилля, сторонники дофина и герцога дали две противоречивые версии происходившего далее. Бургундские летописцы утверждали, что на Жана сразу напали. Сторонники дофина обвиняли герцога в высокомерии и утверждали, что Карл не может вести дела от имени своего правящего отца Карла VI, поэтому герцог попросил его вернуться в Париж и подчиниться отцу. Камердинер герцога Аршамбо де Фуа-Навель, настаивая на подчинении молодого дофина королю, вытащил шпагу из ножен, что вызвало немедленную реакцию вооружённой охраны дофина. Он погиб, защищая герцога. По версии бургундцев, Таннеги дю Шатель ударил герцога топором по лицу и с криком «Бей, бей!», дофина увели, а воины противоборствующих фракций начали схватку. Эту историю секретарь герцога Жан Сегин позже рассказал бургиньонской комиссии по расследованию.
Бургундцы называли дофина главным зачинщиком убийства герцога Бургундского, несмотря на его опровержения. Герцог Бургундский умер с мечом в руках и в окружении десяти вооружеённых рыцарей, в то время как Людовик I Орлеанский был убит в 1407 году безоружным, в компании слуг посреди ночи. Череп у обоих был разрублен до подбородка.

## Последствия

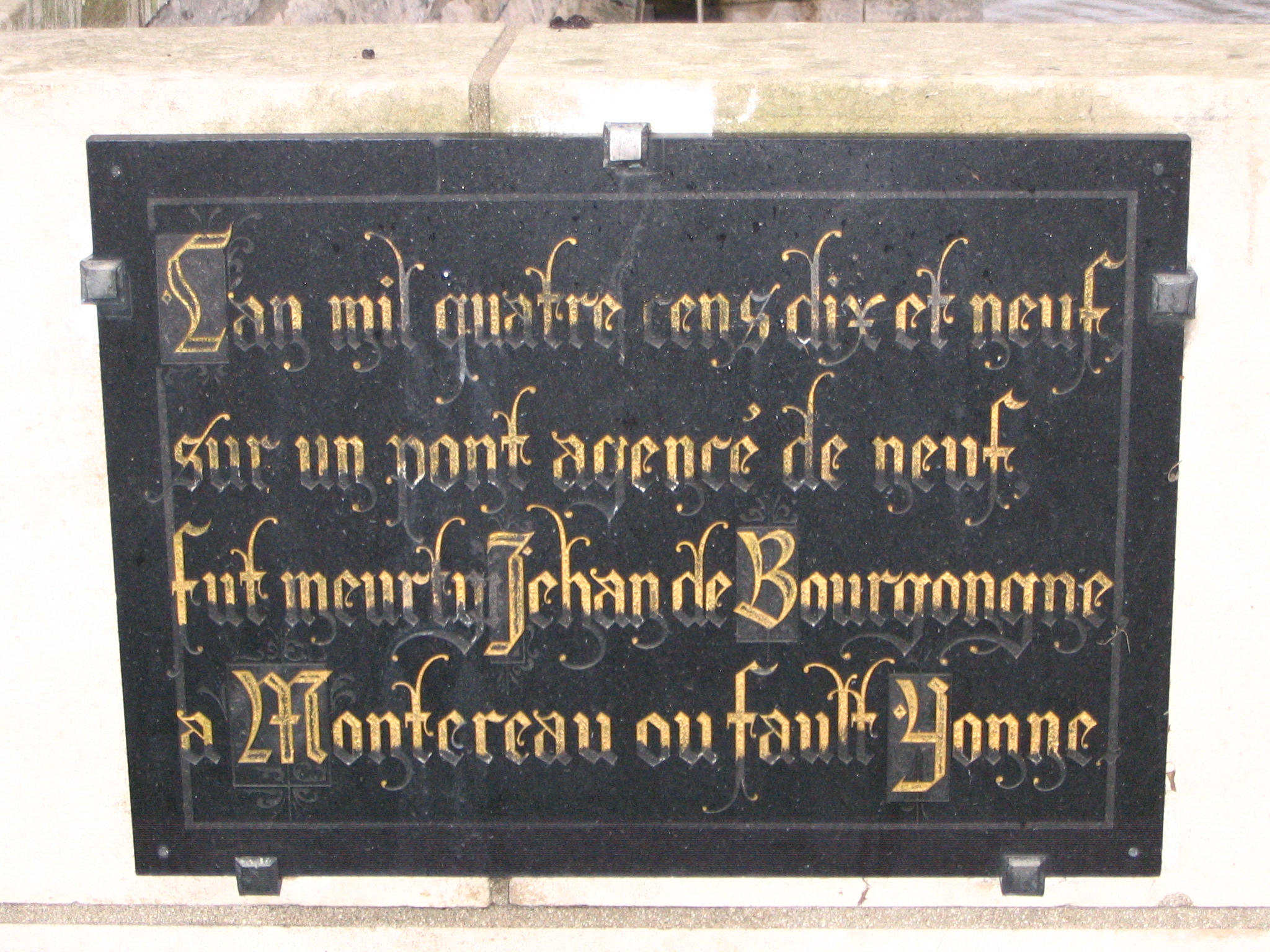
Мемориальная доска, установленная на мосту Монтеро

Убийство повлекло за собой катастрофические последствия для династии Валуа и Франции, сильно ослабленной борьбой за власть, поражением при Азенкуре. Сын убитого Филипп Добрый заключил союз с англичанами, чего его отец избегал, хотя соблюдал доброжелательный нейтралитет по отношению к ним и пользовался их помощью. Этот союз привёл к заключению договора в Труа и лишал дофина Карла права на престол. Претендентом, а затем королём Англии стал муж дочери Карла VI Екатерины Валуа Генрих V. Однако преждевременные смерти Карла VI и Генриха V позволили англичанам 21 октября 1422 года провозгласить королём Франции младенца Генриха VI, единственного сына Генриха V и Екатерины.
Дофин Карл благодаря помощи Жанны д’Арк 17 июля 1429 года короновался как Карл VII в Реймсе, традиционном месте коронации французских королей. Генриха VI короновали королём Франции в Париже 16 декабря 1431 года, но Францией он де-факто никогда не правил, и через 40 лет был лишён английского престола в результате войны Алой и Белой розы. В то же время, в союзе с шотландцами и при поддержке крупнейших феодалов и Жанны д’Арк, Карлу VII окончательно удастся изгнать англичан к 1453 году, оставив им только Кале и Нормандские острова.
Филипп Добрый захватил Монтеро 1 июля 1420 года, эксгумировал останки своего отца, которые затем были похоронены в картезианском монастыре Шампмол в Дижоне.